# Карајак
Карајак (фр. Carayac) насеље је и општина у јужној Француској у региону Миди Пирене, у департману Лот која припада префектури Фижак.
По подацима из 2011. године у општини је живело 80 становника, а густина насељености је износила 11,64 становника/km². Општина се простире на површини од 6,87 km². Налази се на средњој надморској висини од 350 метара (максималној 409 m, а минималној 271 m).

## Демографија
| 1962. | 1968. | 1975. | 1982. | 1990. | 1999. | 2011. |
| ----- | ----- | ----- | ----- | ----- | ----- | ----- |
| 34    | 53    | 57    | 52    | 59    | 82    | 80    |

График промене броја становника у току последњих година